# Pain d'épices de Reims
Le pain d'épices de Reims est un gâteau à base de farine de seigle et d'un mélange de trois sortes de miel (miel de prairie, miel bâtard (légèrement jauni) et miel jaune de Sarrasin) avec diverses épices. Le pain d'épices trouve ses origines dans l'Antiquité puis au Moyen Âge en Europe vers le 14ème siècle, et notamment à Reims où la mention de « pâtissier pain d'épicier » paraît la plus ancienne.

## Appellation
L'appellation « pain d'épices de Reims » est réservée au pain d'épices composé de farine de seigle. C'est à Reims qu'étaient établis les premiers maîtres pain d'épiciers,.

## Histoire
C'est vers le XIVe siècle que les pâtissiers rémois eurent l'idée de relever le goût du pain au miel avec des épices ; ils reçurent alors le nom particulier de pâtissiers de pain d'épices
Le 2 août 1571, les ouvriers du pain d'épices affirment leur existence, revendiquent leur monopole. La corporation des pain-d'épiciers est alors fondée dans cette ville, puis reconnue officiellement par Henri IV en 1596.
Les échevins de Reims en offrirent au roi Louis XV lors de son sacre en 1722.

Corporation distincte de celles de boulangers et des pâtissiers, on ne compte que peu de maîtres pain-d'épicier à Reims. On ne l'intègre qu'après un apprentissage et la réalisation d'un chef-d'œuvre. Avant la Révolution française, la ville n'en comptait que douze et ce nombre fut divisé par deux pendant le Premier Empire.

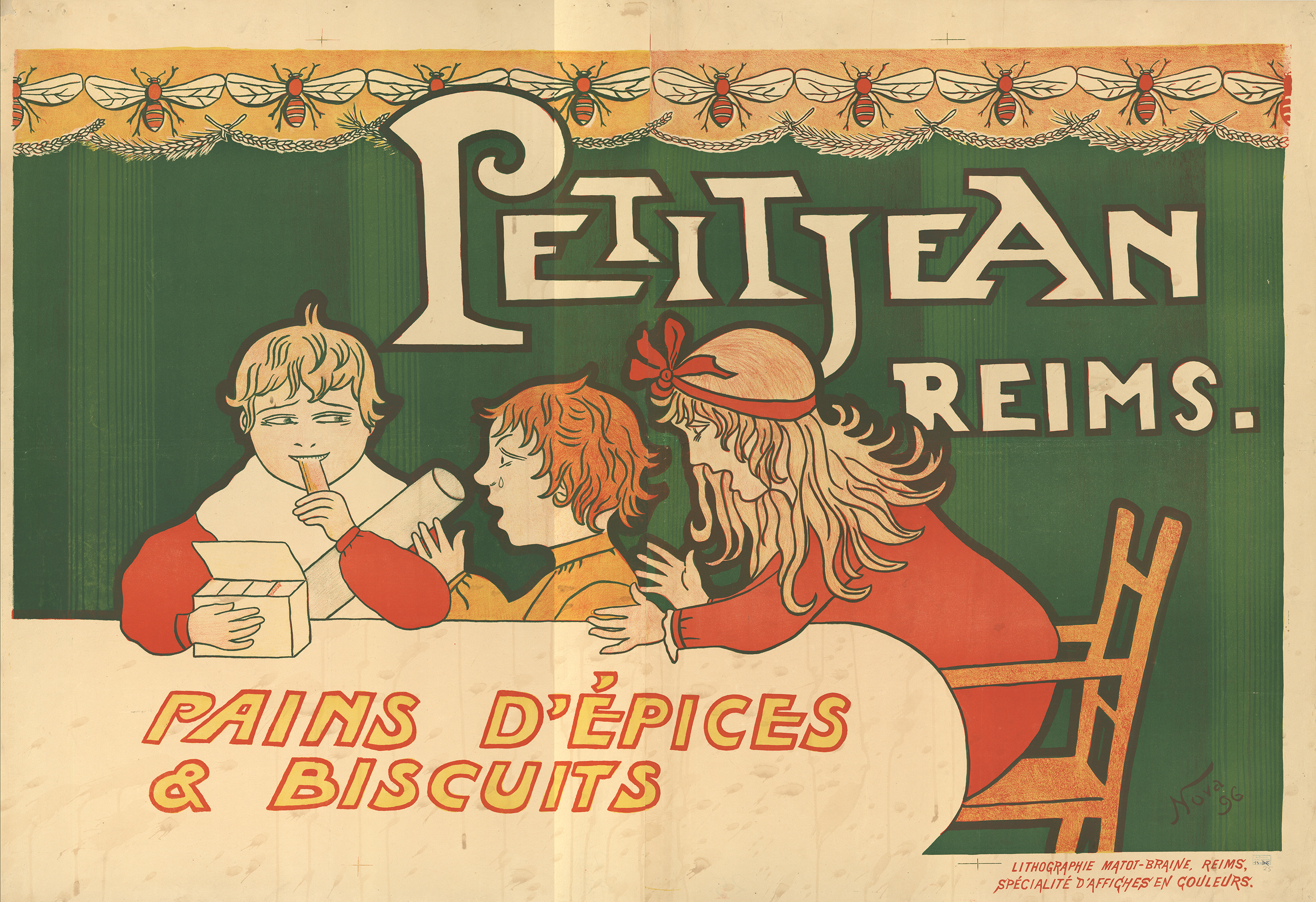
Affiche en couleur Petitjean Reims : Pains d'épices et biscuits (1896)
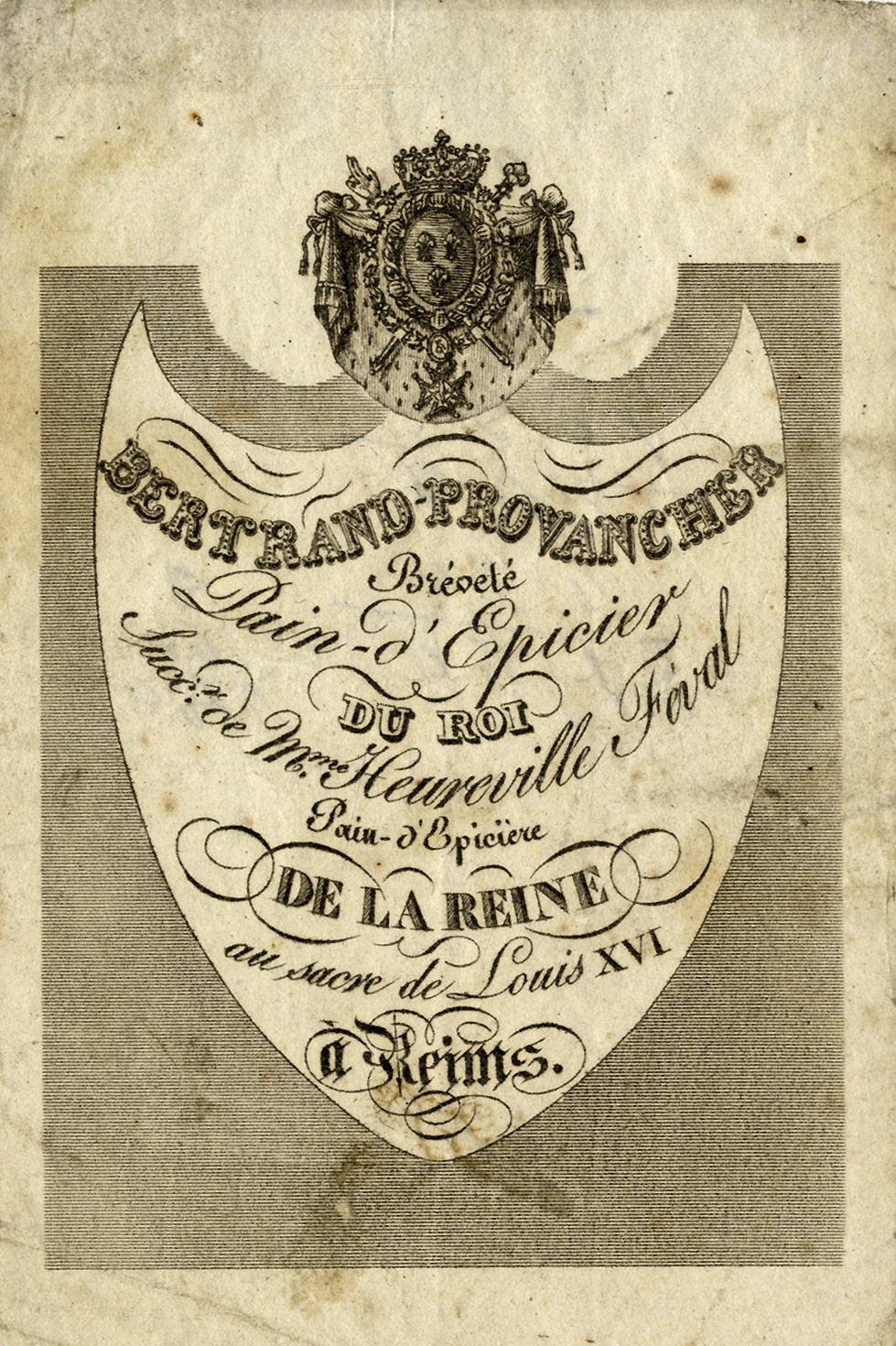
Bertrand Provancher breveté pain d'épicier